# 伊戈尔·斯莫利尼科夫
伊戈尔·斯莫利尼科夫（俄语：Игорь Александрович Смольников，1988年8月8日—）是一名俄罗斯足球运动员，司职右后卫，目前效力于圖拉兵工廠足球會。他還是俄羅斯國家足球隊隊員，並且隨隊參加2018年國際足協世界盃以及2020年歐洲足球錦標賽。